# Gajusz Memmiusz (trybun 66 p.n.e.)
Gaius Memmius Gemellus (zm. ok. 49 p.n.e.) – rzymski polityk, poeta i mówca z I w. p.n.e. Był patronem Lukrecjusza.

## Życiorys
Gajus Memmiusz Gemellus był synem Lucjusza Memmiusza. Początkowo opowiadał się za Pompejuszem, gdy był jego kwestorem w Hiszpanii w 76 p.n.e. Po kłótni z Pompejuszem przeszedł na stronę Cezara. Był trybunem ludowym w 66 p.n.e. Wtedy też oskarżał Marka Licyniusza Lukullusa za jego działalność kwestora pod rozkazami Sulli, gdy miał dopuścić się świętokradztwa i sprzeniewierzenia publicznych pieniędzy. W wyniku procesu Marek został uniewinniony. Następnie Memmiusz wysunął zarzuty pod adresem jego starszego brata Lucjusza Licyniusza Lukullusa o zdzierstwa i nieuzasadnione przedłużanie wojny z Mitrydatesem po jego powrocie z Azji do Rzymu w 66 p.n.e. W tym przypadku ataki Memmiusza doprowadziły do odrzucenia przez lud uchwały senatu o przyznaniu Lukullusowi prawa do odbycia triumfu za zwycięstwa w wojnie z Mitrydatesem VI i Tigranesem II.
W 60 p.n.e. był edylem kurulnym, następnie w 58 p.n.e. pretorem jako praetor urbanus. Zarządzał Bitynią w 57 p.n.e. W 54 p.n.e. oskarżył Gajusza Rabiriusza Postumusa, którego bronił Cyceron, w procesie o zdzierstwa, przekupstwo i służbę u obcego władcy. W 54 p.n.e. był kandydatem na konsula na 53 p.n.e. razem z Markiem Emiliuszem Skaurusem, ale stracił poparcie Cezara, gdy wykryto nadużycia przy wyborach, za co został wygnany. Wcześniej dla obrony własnej osoby przed zarzutami próbował oskarżyć Scypiona Metellusa o przekupstwo, ale pod naciskiem Pompejusza wycofał oskarżenie. Udał się do Aten, gdzie wszedł w posiadanie pozostałości domu Epikura mocą dekretu areopagu, a następnie do Mityleny. Zmarł około 49 p.n.e. 
Lukrecjusz zadedykował mu poemat O naturze wszechrzeczy (De Rerum Natura). Według Owidiusza był autorem poematów erotycznych. Według opinii Cycerona posiadał znaczne umiejętności jako mówca, osłabione przez zamiłowanie do greckich wzorców oraz pogardę dla literatury łacińskiej. Swetoniusz wspomina o ostrych atakach w mowach Memmiusza na Cezara, które ten puścił w niepamięć i poparł jego starania o konsulat w 54 p.n.e. oraz o zarzutach wobec Cezara związanych z jego pobytem na dworze Nikomedesa władcy Bitynii.
Memmiusz prowadził rozwiązły tryb życia. Cyceron donosi o uwiedzeniu przez Gajusza Memmiusza żony Marka Licyniusza Lukullusa, który przeprowadził rozwód. Swetoniusz natomiast wspomina o niestosownych propozycjach składanych żonie Pompejusza. Tworzył nieprzyzwoite poematy.
Gajusz Memmiusz był pierwszym mężem Kornelii Fausty, córki Sulli. Mieli co najmniej jednego syna Gajusza Memmiusza, consul suffectus w 34 p.n.e.